# Tizenöt éves háború
A tizenöt éves – vagy más néven hosszú – háború (1591/1593 – 1606) a dunai Habsburg Birodalom és az Oszmán Birodalom összecsapása volt a Magyar Királyság területén. A Habsburgokkal szövetségben harcolt az Erdélyi, a Havasalföldi, a Moldvai Fejedelemség, a Német-római Birodalom és a pápai állam támogatásával. A háborúhoz több európai állam és török uralom alatt élő nép, így a szerbek és bolgárok is csatlakoztak, akik közül sokat hajdúk közé szerveztek. A harcban közvetve érintve volt a Szafavida Perzsia is, amely Ázsiából kötötte le a török erők egy részét. A kezdeti keresztény sikerek után az erőviszonyok kiegyenlítődtek, így 1606-ban az eredeti állapothoz képest lényegében kevés változtatással kötöttek békét.

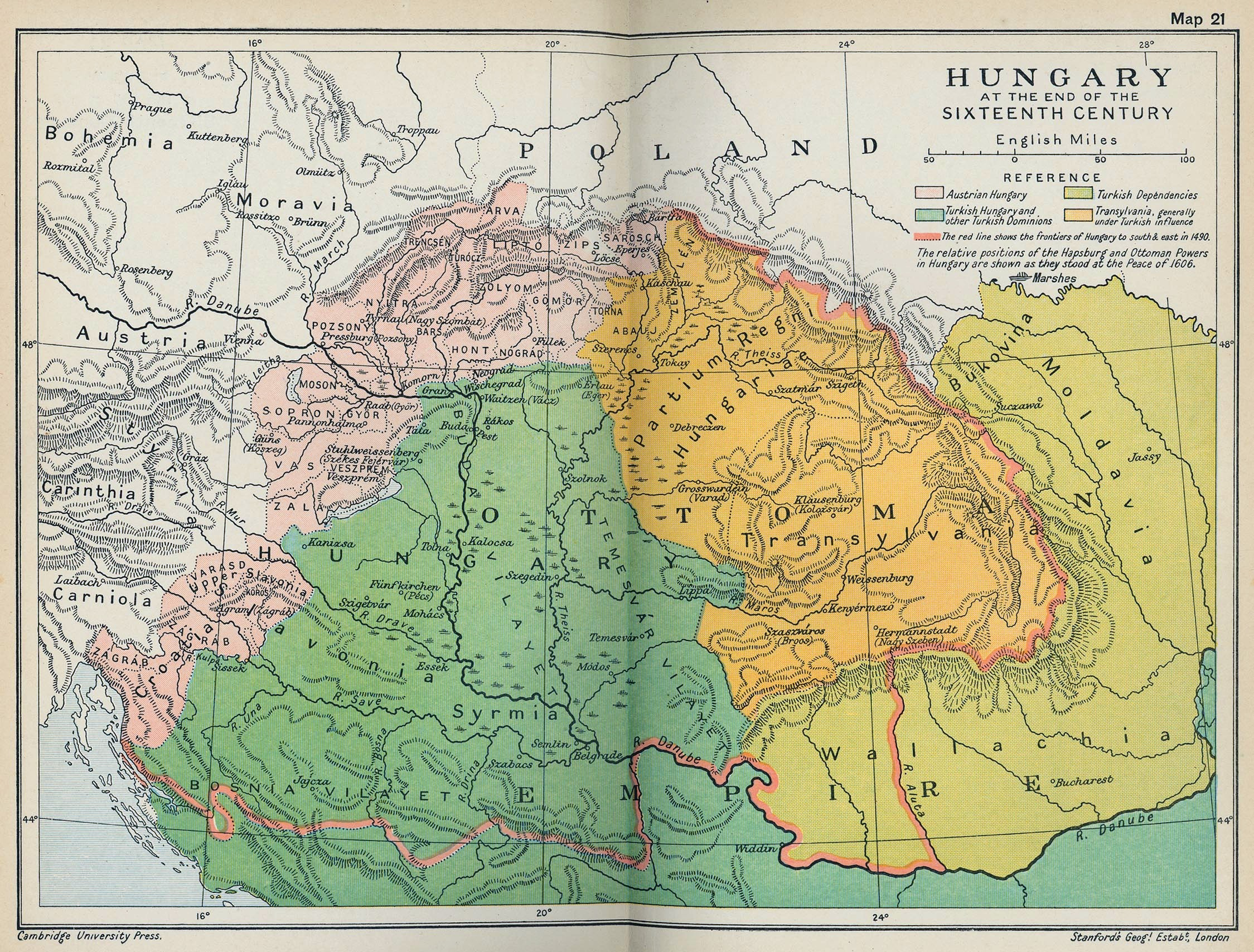
A Magyar Királyság területe a 16. század végén

## Előzmények és a háború kitörése
1568-ban nyolc évre békét kötött a Habsburg-udvar a Portával, amelyet három alkalommal (1575, 1583, 1590) is meghosszabbítottak.  
Ennek ellenére a határok mentén folyamatosan kisebb-nagyobb összecsapások zajlottak. Mindkét fél végvári katonasága – kihasználva a bizonytalan határokból adódó lehetőségeket, ugyanakkor az állandó fizetési és ellátási zavarok által is kényszerítve  – rendszeresen vezetett portyákat a határ túloldalán fekvő területekre. A másik fél falvainak adóztatása és a foglyokért követelt váltságdíj jelentősen növelte a végváriak bevételeit. Alkalmanként szomszéd várakat is megpróbáltak rajtaütéssel elfoglalni. Ezek a kisebb békeszegések – a kölcsönös panaszkodások ellenére – idővel megtűrt gyakorlattá váltak.
Már 1588-ban volt egy nagyobb összecsapás Szikszó mellett, amely a magyar végváriak győzelmével végződött. A támadásra hivatkozva a Habsburg udvar felfüggesztette a drinápolyi békében rögzített, évi 30 ezer arany „tisztességes ajándék” fizetését, amire válaszul a Porta háborúval fenyegetőzött. A konfliktust végül elsimították, és 1590-ben meghosszabbították a békét.

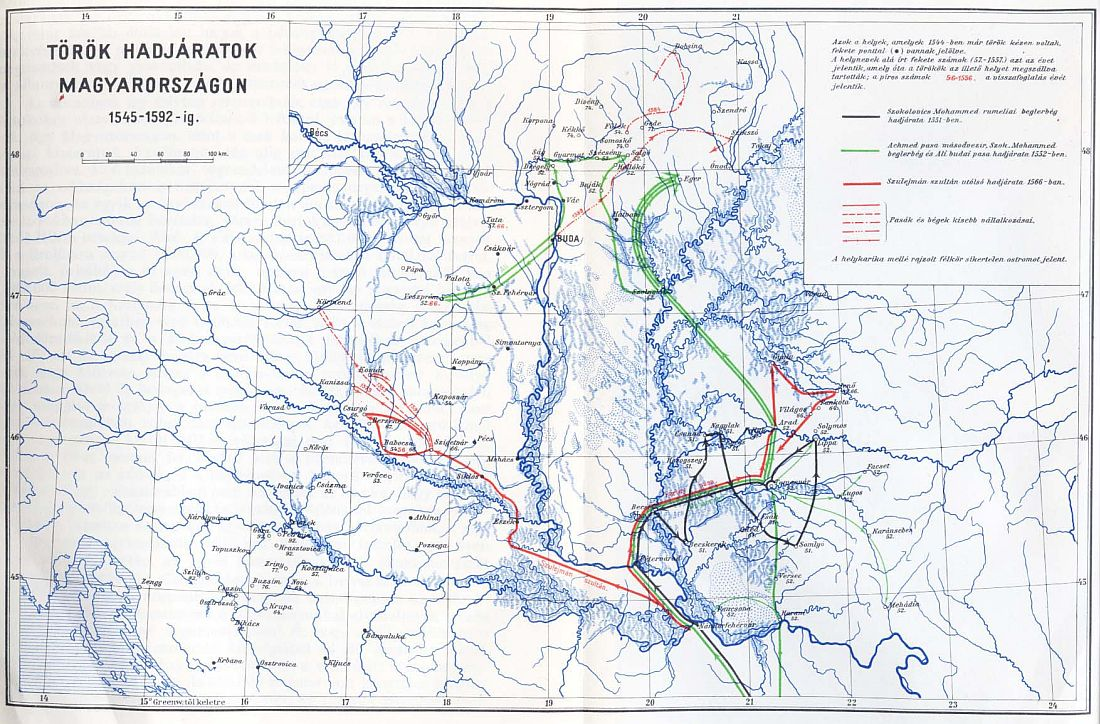
Török hadjáratok Magyarországon 1545 és 1592 között

A háborúnak egyéb okai is lehettek. III. Murád szultán országa  kihasználhatta, hogy mind a Habsburg trónra, mind pedig az erdélyi fejedelmi székbe a korábbinál gyengébb kezű uralkodók kerültek II. Rudolf, illetve Báthory Zsigmond személyében.
A határ menti összecsapások folytatódtak, sőt 1591-ben Telli Haszán boszniai pasa seregei megostromolták a Száva partján fekvő Sziszek várát. A tiltakozások ellenére a pasa ezt 1592-ben is megismételte, sőt elfoglalta Bihács várát, Petrinja mellett felépített egy palánkvárat, és legyőzte Erdődy Tamás horvát bán hadait. A prágai udvar ezt békeszegésként értelmezte, és követelte az elfoglalt várak visszaadását, illetve a pasa megbüntetését. Mivel ezekre nem került sor, ismét megtagadták az adó fizetését. A Porta erre ultimátummal felelt: 1593 elején Szinán nagyvezír háborút helyezett kilátásba, ha a Habsburg fél nem fizet. Miközben diplomáciai üzenetváltások folytak, Haszán pasa újból Sziszek alá vonult, ám a Ruprecht Eggenberg ezredes, Erdődy Tamás bán és Andreas Auersperg károlyvárosi főkapitány által vezetett felmentő seregek (horvát és belső-ausztriai csapatok) 1593. június 22-én legyőzték, a pasa is elesett. Ez megadta a végső lökést, III. Murád szultán július 4-én hadat üzent Rudolf császárnak.

## A főhadszíntér

### A „szináni háború” (1593–96)

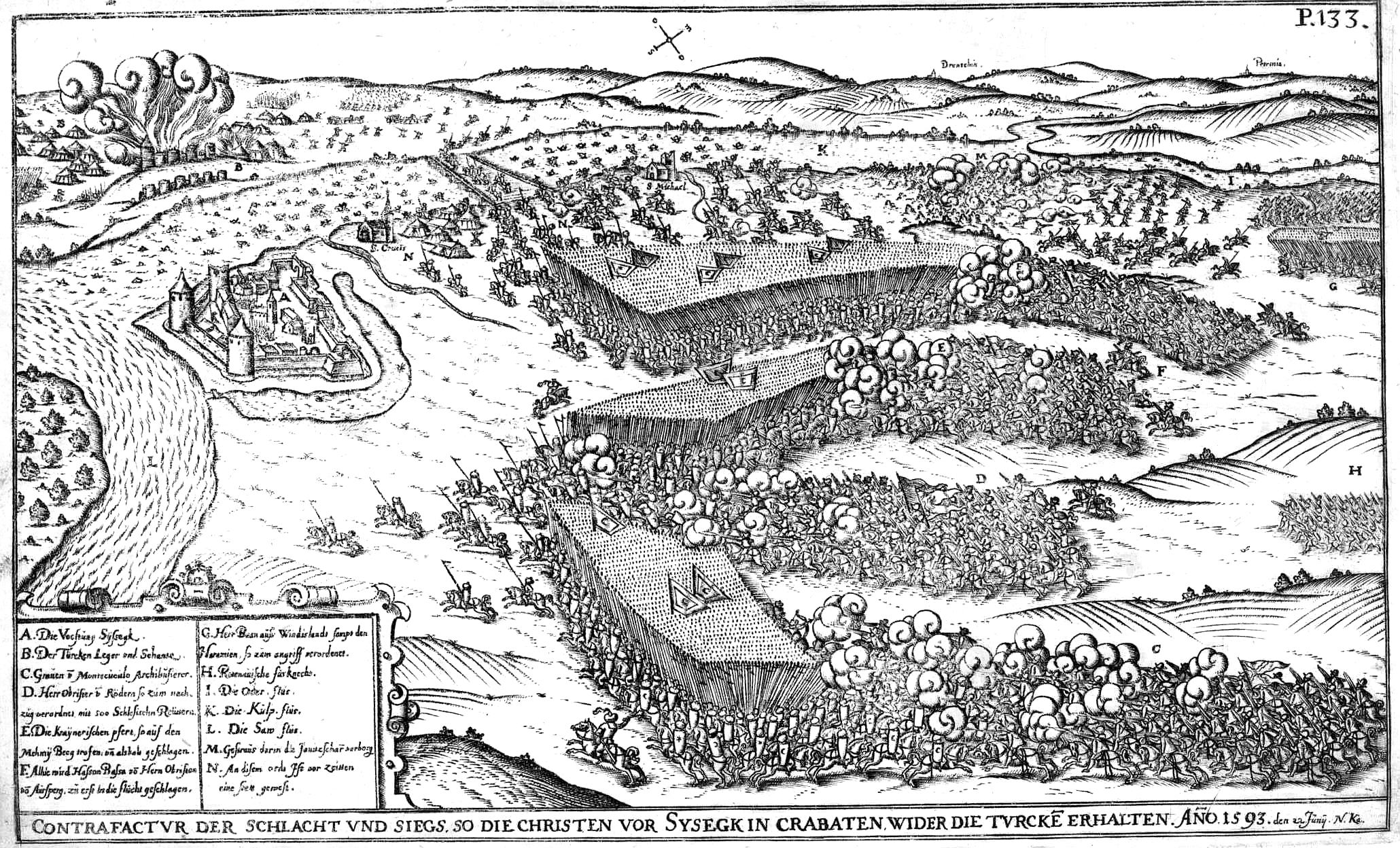
Sziszek ostroma 1593. június 22.

A háború első szakaszát aktív hadműveletek jellemezték. Mindkét fél nagy reményekkel indult a háborúba: az oszmánok Bécs elfoglalását, a Habsburg-udvar a török Magyarországról kiűzését tűzte célul. A nagy erőkkel vívott háború azonban nem hozott áttörést: legnagyobb eredménye két kulcsfontosságú végvár: Győr és Esztergom elfoglalása volt. Az egész háború legnagyobb összecsapására 1596-ban került sor Mezőkeresztes mellett, ahol a keresztények kezdeti sikerei ellenére az oszmánok arattak győzelmet. Az éppenhogy megszerzett győzelem viszont meggyőzte a Portát arról, hogy eredeti célját nem érheti el.
A kezdeti sikerek hatására a keresztény hatalmak egyre nagyobb sereget küldtek hadba, a reguláris csapatok mellett nemesi felkelőket és (német, spanyol, francia, vallon) zsoldosokat is. 1593 után az osztrák és a román erőkben is egyre több kozák harcolt.

#### 1593 – a „nyitány”
1593 július végén, Szinán nagyvezír vezetésével indult útjára a portai és az európai oszmán haderő. (Az ázsiai tartományok csapatai a hadjárat kései kezdte okán nem csatlakoztak a hadjárathoz).
Először egy kisebb sereg bevette a korábban már többször ostromolt Sziszeket, majd a fősereg október elején elfoglalta Veszprémet és Palotát. Ezután Tata alá vonult az oszmán had, de az általában a hadjáratok végét jelentő Kászim-nap közeledte miatt lemondtak az ostromról.
A Habsburg seregek ellentámadására csak az oszmán főerők elvonulása után került sor. A keresztény hadak két irányból támadtak. A Dunántúl északi részén Ferdinand Hardegg győri főkapitány vezetésével egy 18-20 ezres sereg Székesfehérvárt rohanta meg, és bár elfoglalni nem tudta, de a budai pasa felmentő seregét november 3-án legyőzte. A felső-magyarországi csapatok Christoph Teuffenbach kassai főkapitány irányításával előbb elfoglalták Szabatka erődjét (november 20-án), majd Fülek várát ostromolták. A budai és a temesvári pasa által küldött felmentő hadakat az ecsedi Báthori István országbíró vezérelte seregek november 21-én Romhánynál legyőzték. Fülek őrsége azután 27-én megadta magát, és több környékbeli kisebb vár török helyőrsége is elmenekült.

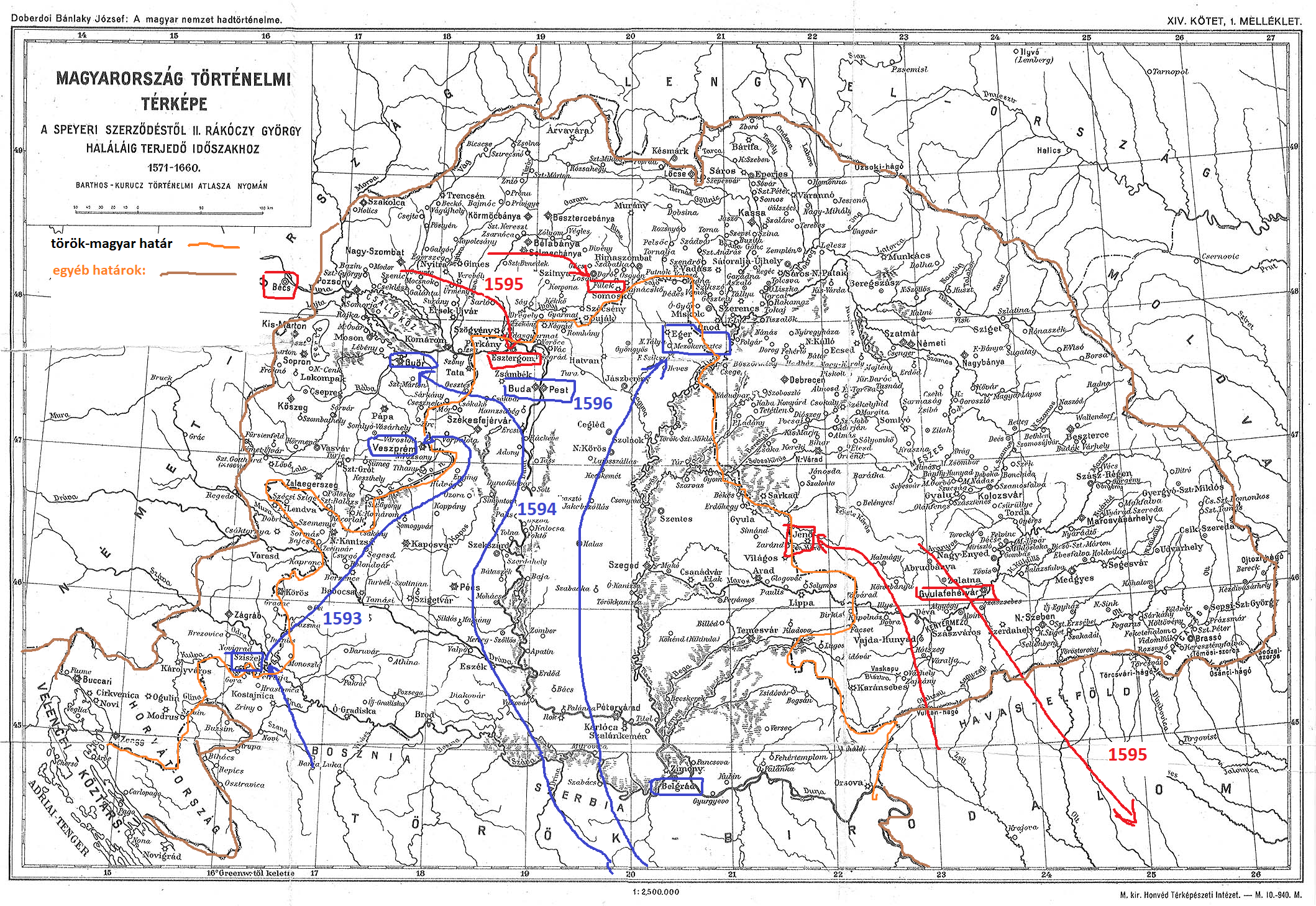
15 éves háború első szakasza

#### 1594 – Győr
1594 a Habsburg erők támadásával kezdődött. Márciusban a névlegesen Mátyás főherceg, ténylegesen Pálffy Miklós vezette fősereg elfoglalta Nógrádot, majd Esztergom alá vonult. A május elejétől június végéig tartó ostrom azonban nem járt sikerrel, és az oszmán főerők közeledtére a császáriak elvonultak a vár alól. (Az ostrom során esett el a költő Balassi Bálint is). Eközben a Teuffenbach Kristóf főkapitány vezette felvidéki csapatok Hatvant ostromolták. Május 1-jén Turánál szétverték a vár felmentésére küldött hadakat, de június végén visszavonulásra kényszerültek.
A százezresre becsült oszmán főerők Szinán pasa vezetésével július közepén bevették Tatát, majd Győr alá vonultak. A Szigetközbe visszavont keresztény főerők támadásokkal zaklatták az ostromlókat, ám szeptember 8-án a nagyvezír seregei hajóhidat vertek és átkeltek a Rábán, mire a tábor elmenekült. Ezután az vár védői még három hétig kitartottak, de 29-én, 61 nap védekezés után Hardegg kapitány szabad elvonulás fejében kapitulált (Hardegget 1595 nyarán gyávaság miatt elítélték és kivégezték). Szinán ezután Komárom ellen vonult, de három hetes ostrom is kevésnek bizonyult az erőd elfoglalásához.

#### 1595 – a koalíció diadala
Az 1595-ös év egy sor politikai-diplomáciai változással kezdődött. Januárban meghalt III. Murád szultán, a helyébe lépő III. Mehmed pedig leváltotta Szinánt, és Ferhád pasát nevezte ki nagyvezírré. Eközben Prágában szövetséget kötött egymással Báthory Zsigmond erdélyi fejedelem és Rudolf császár. Erdéllyel összefogott Havasalföld és Moldva is. Mindezek hatására a prágai udvar elutasította az oszmán békeajánlatot, és nagy erejű támadást tervezett. Ezt megkönnyítette, hogy a Porta – az időközben a nagyvezírséget visszaszerző Szinán vezetésével – egy Havasalföld elleni hadjárat mellett döntött.
Az oszmán főerőknek ugyan sikerült egész Havasalföldet meghódítaniuk, de augusztus 23-án Călugăreni mellett nem tudták legyőzni a II. Mihály havasalföldi fejedelem vezette csapatokat, és a Báthory Zsigmond zászlaja alatt egyesült erdélyi-havasalföldi-moldvai haderő az egész vajdaságot visszafoglalta. Sőt: a ténylegesen Bocskai István és Vitéz Mihály által irányított hadsereg október végén Gyurgyevónál szétverte a nagyvezír utóvédjét, és az átkelőhelyet őrző várat is bevette. Az erdélyi csapatok egy másik része a Maros mentén tevékenykedett, többek között Lippa és Jenő várának visszavételével aratott sikert.
A mintegy 40 ezres Habsburg főerő Karl von Mansfeld vezetésével, az előző évben sikertelenül ostromolt Esztergom ellen vonult. Június 24-én egy kisebb csapat élén Pálffy Miklós elfoglalta Párkány várát, ezzel teljessé téve az ostromgyűrűt, majd augusztus 4-én legyőzte a Szinánpasazáde Mehmed vezette felmentő sereget is. A Kara Ali bég vezette védők végül szeptember 2-án adták át a várat. Az ostrom alatt azonban elhunyt Mansfeld, és a sereg vezetését Mátyás főherceg vette a kezébe. Bár Visegrádot még sikerült visszafoglalni, de Buda ostromába már nem mertek belevágni. Egy kisebb sereg ezalatt Miksa főherceg vezetésével Szolnok ellen vonult, de a várat bevenni nem tudta.

#### 1596 – a szultáni hadjárat

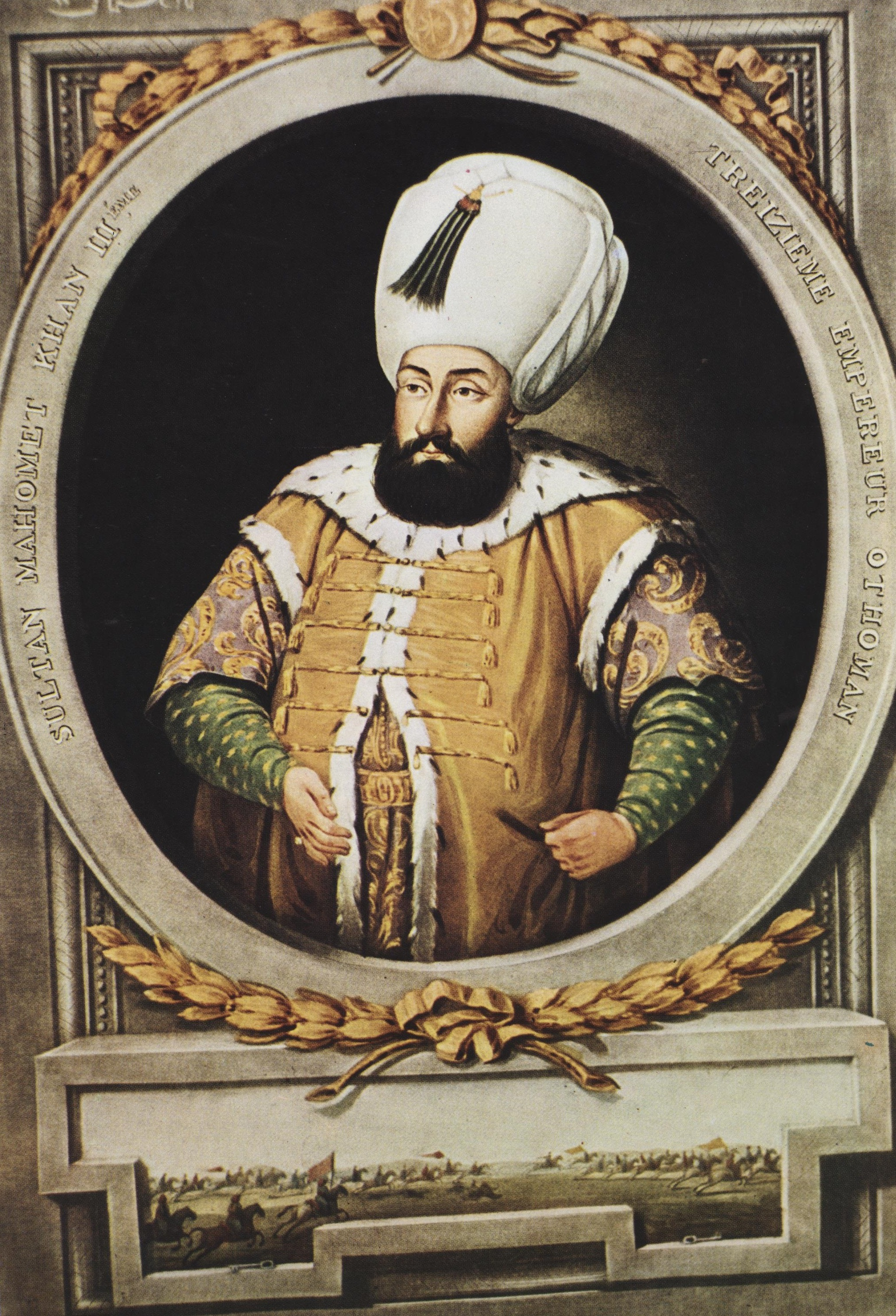
III. Mehmed szultán (1595–1603)

A keresztény sikerek nagyszabású ellentámadásra késztették a Portát. Maga a szultán, III. Mehmed vezetésével indult útnak a 150 ezer fősre becsült oszmán had. A cél nem Bécs, hanem a Felvidék „kulcsa”, Eger volt.
A Habsburgok Miksa főherceg vezette erői még július végén elfoglalták Vácot, majd szeptember elején Hatvant, de az Eger felé vonuló török főerőket nem tudták feltartóztatni. Hatvant feladva visszahúzódtak Esztergomig, majd észak felé megkerülve az oszmán fősereget, egyesültek Teuffenbach kassai főkapitány és a Temesvár ostromával sikertelenül próbálkozó Báthory Zsigmond erdélyi hadaival.
Eger Nyáry Pál vezette 4000 fős őrsége három heti ellenállás után, október 13-án kapitulált.

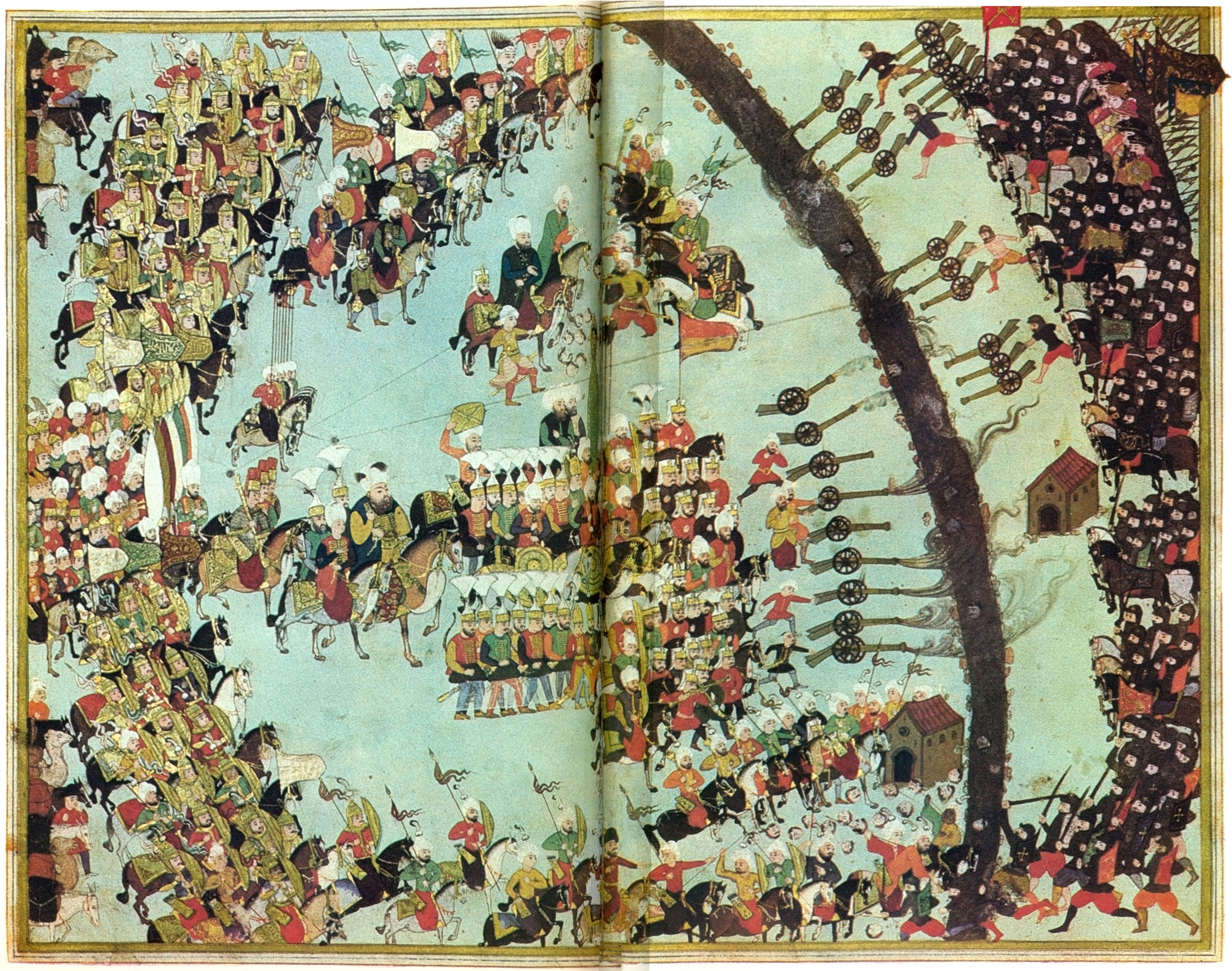
A mezőkeresztesi csata (1596. október 26.)

Az egyesített, mintegy 40-50 ezer fős keresztény tábor Eger visszafoglalásának tervével Mezőkereszteshez vonult. A felek október 22-e és 25-e között több kisebb összecsapásban próbálgatták egymás erejét, majd a főerők 26-án ütköztek meg. Kezdetben a keresztény sereg aratott sikereket, de az ellenség táborába bejutott katonák fosztogatni kezdtek. A szultán csapatai kihasználták a harcrend felbomlását, és a maguk javára döntötték el a csatát.

### Vergődés és állóháború (1597–1604)

#### 1597 – „patthelyzet”

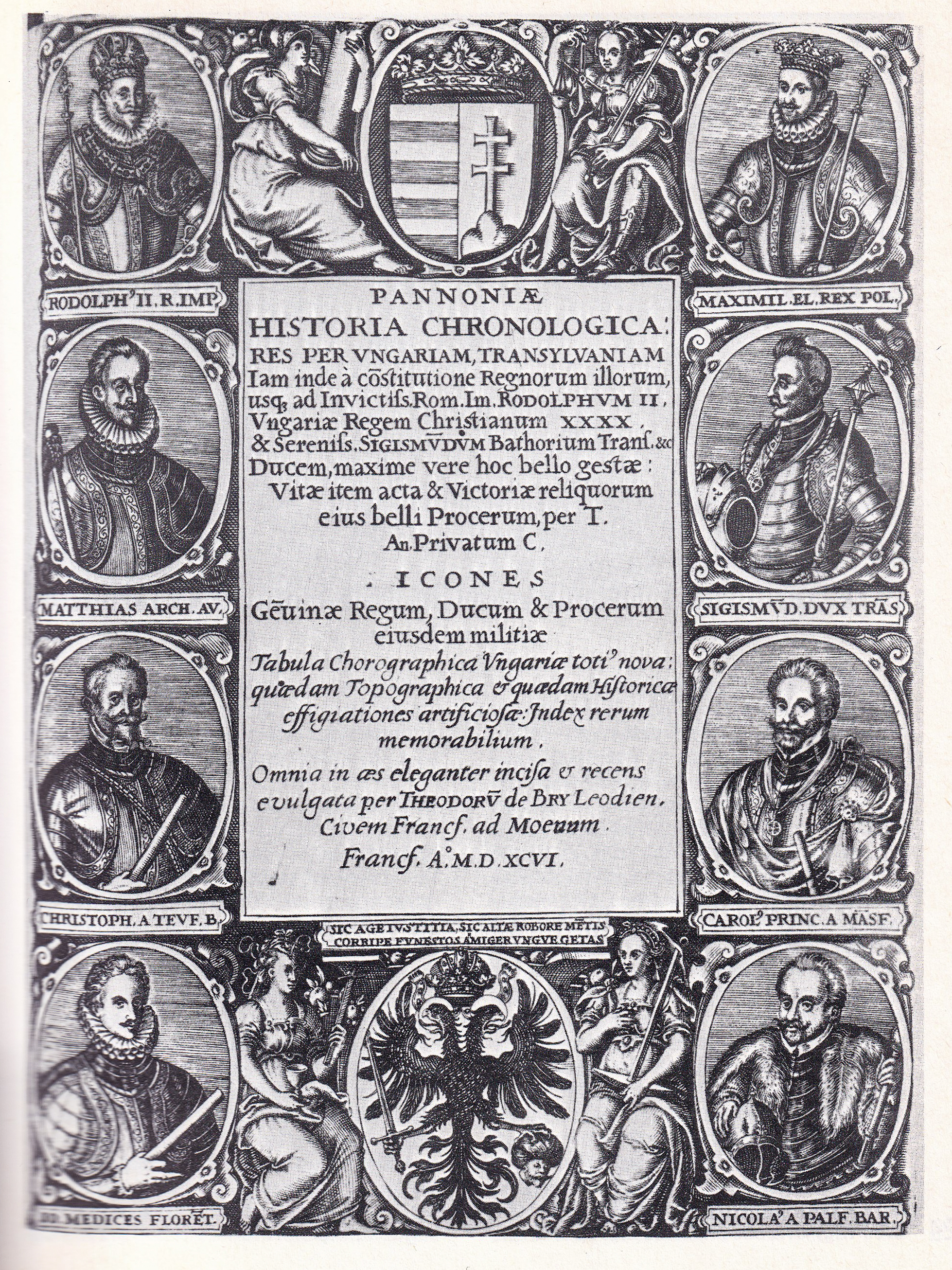
A 15 éves háború keresztény résztvevői

1597 májusában egy Pálffy Miklós vezette háromezer fős különítmény sikeres rajtaütéssel – itt használtak először petárdát a várkapu berobbantására – elfoglalta Tatát. A főerők Miksa főherceg vezetésével augusztusban egyhetes ostrom után bevették Pápát, majd Győr alá vonultak. Innen azonban négy heti hiábavaló ostrom után Szaturdzsi Mehmed pasa 40-50 ezres felmentő serege elől visszavonultak. Az oszmán fősereg október közepén visszafoglalta Tatát, majd Váchoz vonult. Itt a két főerő farkasszemet nézett egymással – Miksa hadai Verőcénél építettek ki erődített állásokat – de csatára nem került sor. Sikertelen béketárgyalások után az oszmán had hazaindult.
Erdélyben két említésre méltó esemény történt. Egyrészt Báthory Zsigmond megegyezett Rudolf császárral, hogy milyen feltételekkel mond le a fejedelemségről és adja át a tartományt. Másrészt az erdélyi hadak ismét sikertelenül próbálkoztak Temesvár bevételével.

#### 1598 – párhuzamos ostromok

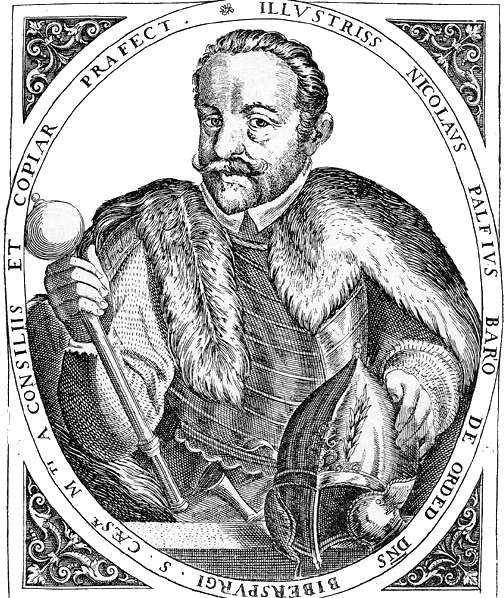
Pálffy Miklós (1552–1600)

1598 a keresztény seregek egyik legsikeresebb hadi éve volt. Még március végén rajtaütéssel visszafoglalták Győrt. Az Adolf von Schwarzenberg vezette ötezres haderő ugyanazt a módszert alkalmazta, mint egy évvel korábban ‑ az ekkor is jelen levő ‑ Pálffy Miklós Tatánál: petárdával robbantották be a várkapukat. A sikeres kezdet a nyáron Tata, Veszprém, Palota és még néhány kisebb vár elfoglalásával teljesedett ki. Ezután Mátyás főherceg vezetésével Buda alá vonult a fősereg, de több mint egy hónapos kemény ostrom után, november elején eredménytelenül kellett távoznia.
Az elért sikerek részben az oszmán főerők Erdély ellen vonulása miatt váltak lehetségessé. Báthory Zsigmond lemondása és a fejedelemség Habsburg kézbe adása ugyanis elfogadhatatlan volt a Porta szempontjából. Még az oszmán fősereg megérkezése előtt, július 7-én, Lugosnál Barcsay András csapatai vereséget mértek Szulejmán temesvári pasa erőire. Időközben ugyan Báthory Zsigmond visszatért Erdélybe és visszavette a fejedelmi hatalmat, az oszmán támadást azonban már nem sikerült elhárítani. A Szaturdzsi Mehmet pasa vezette seregek szeptember elején Csanádot vették be, majd a fejedelemség legjelentősebb erőssége, Várad ellen vonultak. A november 3-áig tartó ostrom során azonban nem sikerült elfoglalni a várat. A kudarcért Szaturdzsi Mehmet pasát a szultán kivégeztette.

#### Az 1599-es béketárgyalások
1599 a béketárgyalások éve volt. Néhány kisebb akcióról tudunk: a keresztény csapatok áprilisban Budát, májusban Székesfehérvárt próbálták meg a korábban alkalmazott petárdás rajtaütésekkel visszafoglalni, de a törökök okulva a korábbi kudarcokból, visszaverték őket. Pálffy Miklós viszont hajdúkkal és naszádosokkal sikerrel zavarta a dunai török élelmiszer szállítmányokat.
Ibrahim nagyvezír vezetésével augusztus elején ért Eszékhez az oszmán fősereg, de feltűnően lassan vonult észak felé, és csak szeptember közepén érkezett meg Budára. Ennek legfőbb oka a béketárgyalások sikerében való reménykedés volt. Már májusban és júliusban folytak tapogatózó megbeszélések a császári udvar és II. Gázi Giráj krími kán között, de a felek ragaszkodtak a saját álláspontjukhoz – Eger illetve Esztergom visszaadását követelték – így ezek eredménytelenek maradtak. A fő tárgyalásokra október 6-án került sor, az Esztergom és Vác között található Helemba-szigeten. Itt mindkét fél felsorolta, hogy mely várakat kéri vissza, de engedni igazán egyik sem volt hajlandó. A tárgyalások végül Esztergom visszaadásának kérdésén feneklettek meg. Az oszmán küldöttek visszamentek a nagyvezír Vác melletti táborába újabb instrukciókért, de onnan már nem tértek vissza a szigetre. Az oszmán főerő ezután nagyszabású portyázásokba fogott, és Érsekújvár alá vonult, de érdemi hadműveletre nem került sor. November 3-án hazaindultak. A keresztény csapatok ezután még visszafoglaltak néhány kisebb dunántúli várat, de jelentősebb eredményeket ők sem értek el.
Az 1599-es év mindkét fél szempontjából a kimerülés jeleit mutatta. Ebből fakadóan készen álltak a béke megkötésére, de a pillanatnyi status quót egyik sem tartotta számára kedvezőnek, így a tárgyalások eredmény nélkül szakadtak félbe.

#### 1600 – Kanizsa

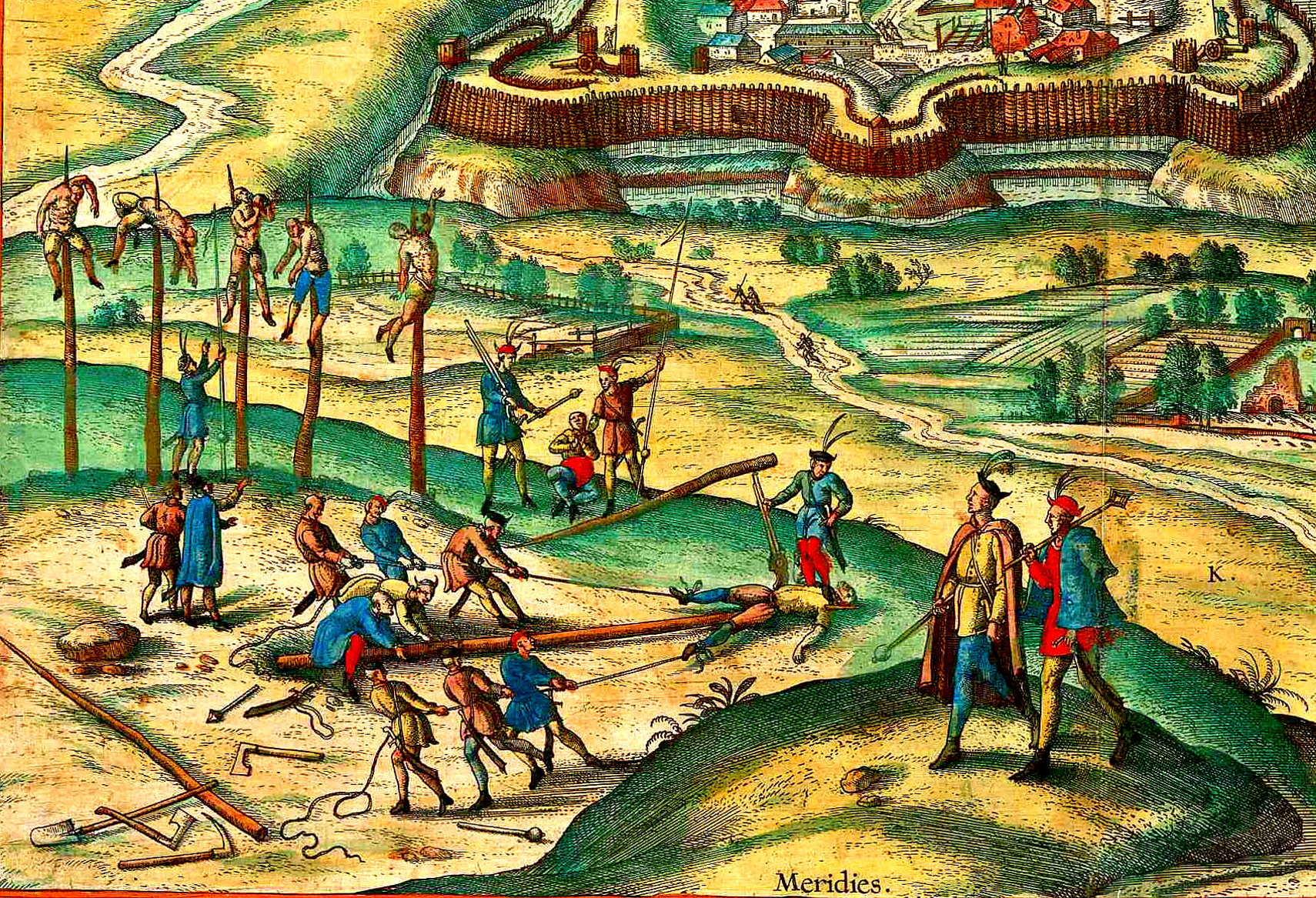
Pápai vallon zsoldosok kivégzése (1600)

Az 1600-as év kedvezőtlenül alakult a keresztény erők számára. Tavasszal elhunyt a legtehetségesebb magyar hadvezér, Pálffy Miklós. Június elején pedig Pápa várának fizetetlen vallon zsoldosai lázadtak föl. Az elégedetlenség akkora volt, hogy a lázadók a törökök számára ajánlották föl a várat, elmaradt zsoldjuk kifizetése fejében. A rend helyreállítására kiküldött Schwarzenberg hiába próbált tárgyalni a vallonokkal, szabályos ostrommal kellett visszafoglalnia a várat. Az ostrom során ő maga is elesett. A vallonok egy része el tudott menekülni a várból és valóban török szolgálatba állt. A fogságba esettek viszont nem számíthattak kegyelemre, válogatott kínzásokkal végezték ki valamennyiüket. Az év során azonban csak kisebb intermezzóvá jelentéktelenedett a pápai zsoldoslázadás.
Az Ibrahim nagyvezír vezette oszmán főerők augusztus végén kezdték meg a legfontosabb déli végvár, Kanizsa ostromát. (Az ostromlók táborához csatlakoztak a pápai vallon zsoldosok.) A várat Georg Paradeiser várkapitány vezetésével csekély, ezer fős őrség védte. A vár fölmentésére indított Philippe-Emmanuel de Lorraine, Mercœur hercege azonban 13-20 ezer fős seregével nem mert döntő csatát vállalni, és erősítést sem tudott bejuttatni a várba. A magára maradt kanizsai őrség szabad elvonulás fejében – nyolcheti ostrom után – október 22-én átadta a várat Ibrahim nagyvezérnek. Paradeiser kapitányt egy évvel később – a Győrt föladó Hardegghez hasonlóan – kivégezték.

#### 1601 – Habsburg-ellentámadás

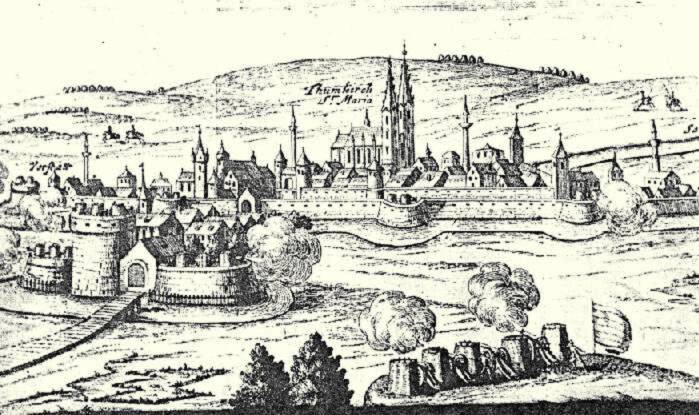
Székesfehérvár ostroma (1601)

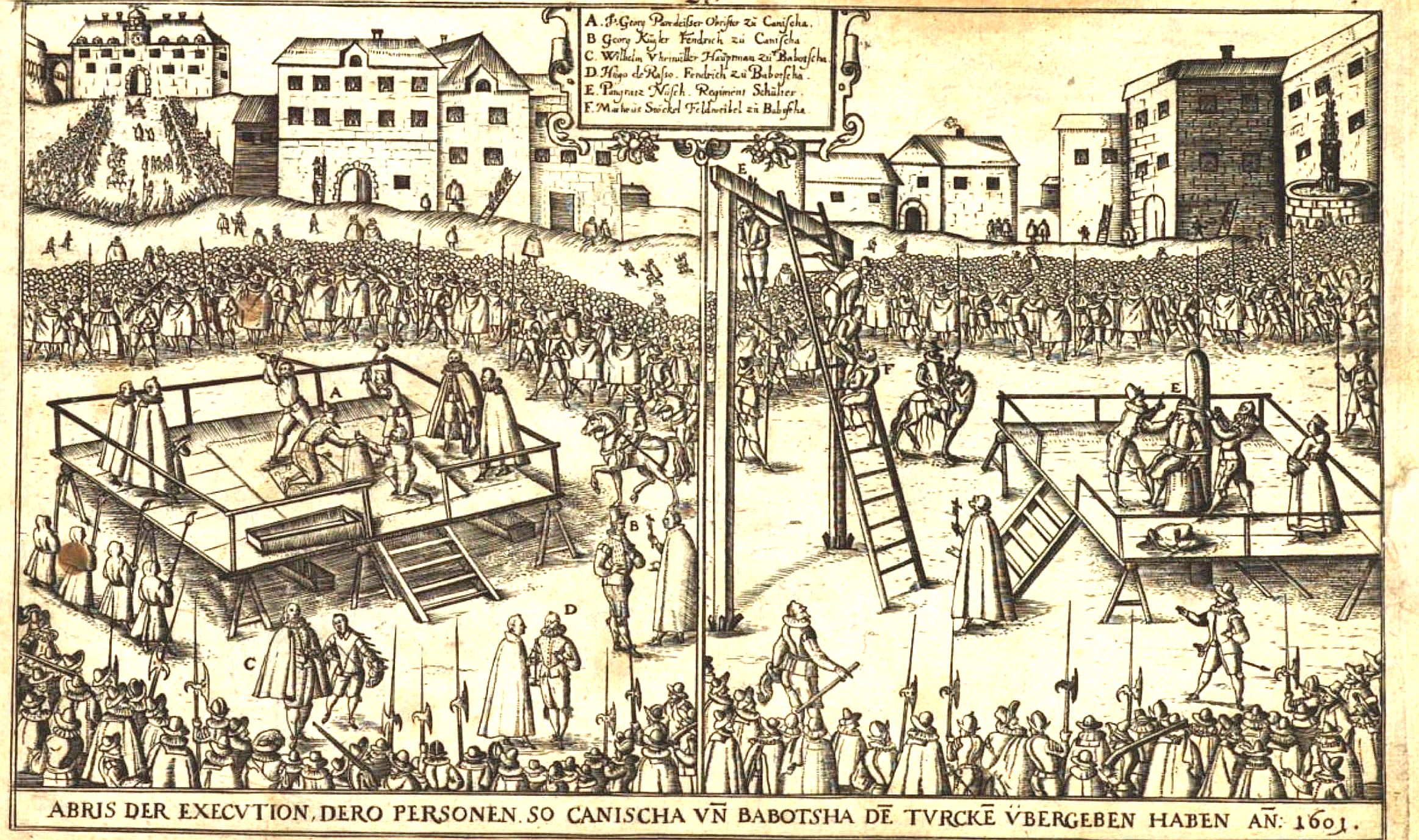
A babócsai vár feladóinak kivégzése (1601)

1601-ben három irányban is nagyszabású Habsburg-ellentámadás bontakozott ki. Giorgio Basta Erdélybe vezetett csapatai sikerrel harcoltak a fejedelemség megszerzése érdekében. Philippe-Emmanuel de Lorraine, Mercœur hercege (1558–1602) Székesfehérvár elfoglalására indult 20 ezer fős seregével, és szeptember 20-án be is vette a várost. Az új oszmán nagyvezír, Jemiscsi Haszán 50 ezres felmentő hadával október elején elkésve érkezett a vár közelébe, és túlereje ellenére eredményt elérni nem tudott a Móri-árokban vívott ütközetekben október 09-15 között. Eközben Ferdinánd főherceg 30 ezres seregével sikertelenül ostromolta Kanizsa várát.

#### 1602 – várcsere: Pest és Fehérvár

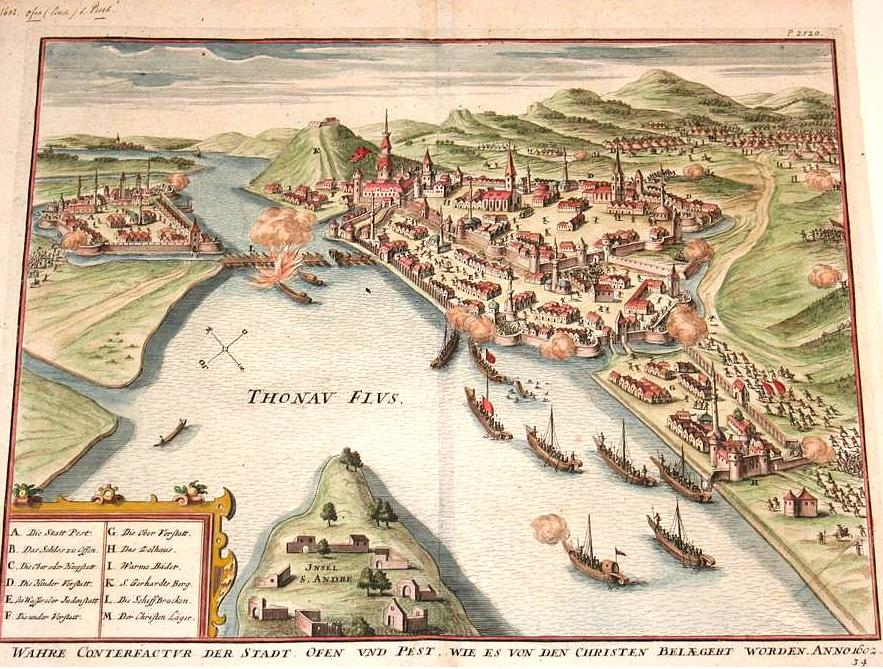
Pest elfoglalása és Buda ostroma (1602)

1602-ben két fontosabb hadműveletre került sor. Előbb Jemiscsi Haszán nagyvezír ostromolta meg az egy évvel korábban elvesztett Székesfehérvárt. Az Isolano gróf vezette védők három héten át kitartottak, de a védősereg annyira meggyengült, hogy augusztus 29-én feladták a várat. (Isolano gróf isztambuli fogságban halt meg 1604-ben.) Az oszmán főerők ekkor Erdély felé indultak, hogy Székely Mózest a fejedelemség élére segítsék, de Gyula környékén kénytelenek voltak visszafordulni. A keresztény főerők ugyanis az új fővezér, Christoph von Rusworm tábornagy vezetésével október elején ostrom alá vették Budát, október 7-én Pestet is elfoglalták. A nagyvezír csapatai, miután sem Pestet nem tudták visszafoglalni, sem Budát fölmenteni, téli szállásra vonultak. A császári csapatok azonban nem boldogultak Buda bevételével, így november 9-én ők is az elvonulás mellett döntöttek. Pest városában császári védőrséget hagytak.

#### 1603 – Buda körül
1603-ban Christoph von Rusworm tábornagy vezetésével a harmadik nagy hadjáratra indultak a Habsburg erők Buda ellen. A 40 000 fős sereg szeptember második felében érkezett Pest alá, azzal egy időben, amikor Lala Mehmeddel az élén az oszmán felmentő sereg Budához ért, ahová erősítést és élelmet juttatott be. A vár ostromára ilyen körülmények között nem kerülhetett sor. A két sereg szeptember 28-án csapott össze a Csepel-szigeten, a csata keresztény győzelemmel végződött.

#### 1604 – oszmán feltámadás
1604-ben az oszmán főerők a Buda körüli védőgyűrű helyreállítását tűzték ki célul. Lala Mehmed fővezér szeptember elején jelent meg seregei élén. A kimerülőben lévő Habsburg Birodalom nem tudott jelentősebb erőket Magyarországra küldeni. Az oszmán had előbb Pestet, Vácot és Hatvant foglalta vissza, majd Esztergom alá vonult. A várat viszont sem háromheti ostrommal, sem béketárgyalásokkal nem tudta megszerezni. 
A perzsa-török háború és a Bocskai-felkelés 

1603 végén a perzsa-török háború miatt  fordulat állott be a magyarországi harcokban. I. Abbasz perzsa sah visszafoglalta Tebrizt, majd a  Revánt, Sirvánt és Karszot. Az oszmánok kénytelenek voltak jelentős erőket átcsoportosítani, ami csak azért nem járt számukra katasztrofális következményekkel mert a kitört a Habsburg seregek erejét megosztó Bocskai-felkelés. 

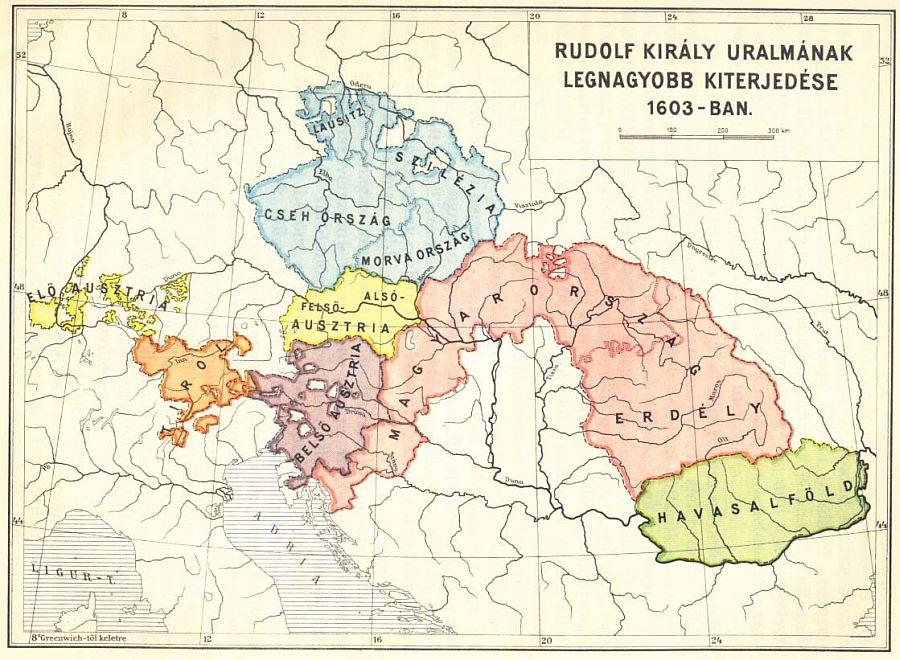
RUDOLF CSÁSZÁR URALMÁNAK LEGNAGYOBB KITERJEDÉSE 1603

A hadiév vége felé kirobbant a Bocskai-felkelés, amely további Habsburg-erőket kötött le.

## Erdély – a legfontosabb mellékhadszíntér
Erdély volt a háború legfontosabb mellékhadszíntere. Az Erdélyi Fejedelemség 1595-től vett részt a háborúban. Ebben az évben a fejedelem – Báthory Zsigmond – eleinte alig több mint 15 ezer embert tudott fegyverbe szólítani, ezért szeptember 15-én kénytelen volt a jobbágysorsba süllyesztett közszékelyeket felszabadítani, így szerezve meg támogatásukat. Ennek a lépésnek köszönhetően mintegy 25 ezer székely férfi csatlakozott a fejedelmi sereghez, így 40 ezer főnyi sereggel tudott elindulni a szorongatott helyzetben levő Vitéz Mihály havasalföldi vajda segítségére. A havasalföldi-erdélyi seregek Gyurgyevónál vereséget mértek a törökökre, közben egy másik erdélyi sereg Borbély György vezetésével elfoglalta Lippát és Borosjenőt.
Zsigmond alig, hogy hazatért a hadjáratból, visszavonta a közszékelyek számára kiadott oklevelet, ezért 1596 tavaszán felkelés tört ki (véres farsang), melyet a fejedelem katonái vérbe fojtottak. Ezután Báthory többet nem számíthatott a székelyek segítségére, ezért az abban az évben indított vállalkozásai rendre kudarcba fulladtak. Az amúgy is labilis idegrendszerű Báthory ezért megegyezett Rudolf császárral, hogy birtokokért cserében a Habsburg Birodalmon belül lemond az erdélyi trónról, amit 1598-ban meg is tett, de rövid idő múlva meggondolta magát, és visszatért a trónra, de egy év múlva újra lemondott unokabátyja, Báthory András javára, majd kiköltözött Lengyelországba.

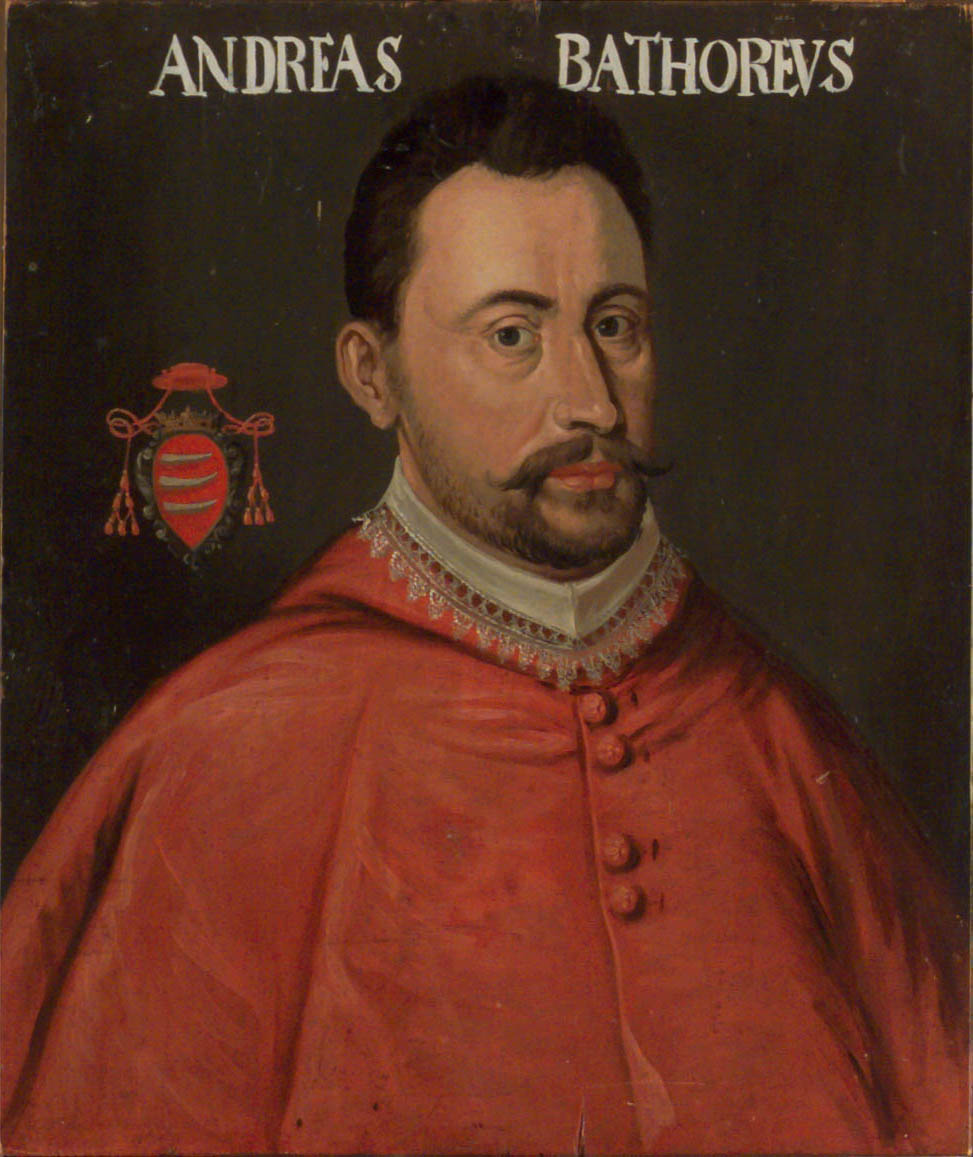
Báthory András fejedelem

Báthory András megpróbált békét kötni a törökökkel, úgy, hogy a Habsburgokkal is megtartsa a jó viszonyt, ugyanakkor az ország védelmének érdekében véd- és dacszövetséget kötött a Havasalföld és Moldva uralkodójával is. Időközben Rudolf megegyezett Mihály vajdával Báthory eltávolításában. Ennek érdekében 1599 őszén Mihály hadüzenet nélkül megtámadta Erdélyt. A fejedelem sebtében összeszedte seregét, majd kivonult a román sereg ellen, de október 28-án a sellenberki csatában vereséget szenvedett. A fejedelem néhány hűséges embere kíséretében megpróbált Lengyelországba menekülni, de Csíkszentdomokos mellett, a Pásztorbükkön az Ördög Balázs vezette székelyek meggyilkolták.
Mihályt az oldalán álló székelyek és szászok 1600 elején megválasztották fejedelemnek, Rudolf császár azonban csak mint Erdély kormányzóját volt hajlandó elismerni. Habár kezdetben az erdélyi főrendek is mellette álltak, hamar elidegenítette őket magától, azzal, hogy román bojárokat helyezett minden tisztségbe, és a várak élére is saját híveit állította, hogy az ekkori szövetségesei pártváltása esetén azokat el ne veszítse. Egyedül a székelyek tartottak ki mindvégig hűségesen mellette, mivel felszabadította őket a jobbágyi függés alól, és külön hadsereget szervezett belőlük. Uralkodása alatt az egyébként is szerény erdélyi állami kincstár kifogyott, aminek eredményeként nem tudta zsoldosait fizetni, akik ezért rablással és fosztogatással rekvirálták a maguk zsoldját. A pénzügyi helyzet orvoslása végett megtámadta és elfoglalta Moldvát is, de hamarosan kiderült, hogy Moldva sincs rózsás helyzetben. Az uralkodásával elégedetlen nemesség fellázadt, és Báthory Zsigmondot hívta vissza a fejedelemségbe, akit Rudolf császár parancsára Giorgio Basta kassai főkapitány is segített. Mihály seregét a miriszlói csatában legyőzték, ő pedig egyelőre kénytelen volt elmenekülni.
Zsigmond azonban csalódást okozott Rudolf számára, mivel az addigi politikáját feladva tárgyalásokat kezdeményezett a törökökkel, amiért ezúttal Basta és Mihály összefogtak és a goroszlói csatában megverték csapatait, őt magát pedig újra, ezúttal végleg száműzetésbe kényszerítették.
Basta ezt követően jobbnak látta, ha megszabadul Mihálytól, ezért 1601. augusztus 19-én vallon zsoldosaival meggyilkoltatta. Ezután ő lett Erdély tényleges ura, mint Rudolf császár megbízottja. Az országban rémuralmat vezetett be, zsoldosai szabadon garázdálkodtak. Ez ellen tört ki a Székely Mózes vezette felkelés 1603-ban. A felkelők között ott volt a későbbi erdélyi fejedelem, Bethlen Gábor is. A felkelők március végén lendültek támadásba török-tatár segédcsapatokkal megerősítve, Temesvárról kiindulva. Április 15-re már Segesvár, Háromszék és a Partium kivételével egész Erdélyt sikerült elfoglalniuk. Május 9-én az országgyűlés Székely Mózest fejedelemmé választotta.
A Habsburgok megpróbáltak békét kötni vele, de ő a békeajánlatot elutasította. Ekkor azonban a Habsburgoknak sikerült mozgósítaniuk szövetségesüket, IX. Radu havasalföldi fejedelmet, aki délről támadt Erdélyre, majd Brassó mellett szétverte Székely Mózes seregét. A csatában a fejedelem is elesett.
A fejedelem holttestét Michael Weiss brassói bíró titokban temette el a saját kertjében. Erdélyben Basta zsoldosai garázdálkodtak tovább, a Bocskai-felkelés sikeréig büntetlenül.

## A Bocskai-felkelés és a háború befejezése (1604–1606)
A háború a zsitvatoroki békével fejezödött be 1606 november 11.-én. Ez 1607 január 1-től 20 évre volt érvényes. Rudolf a fiatal I. Ahmed szultánt fiául, ez pedig Rudolfot apjául fogadta, vagyis egymást egyenrangúnak tartották és   nem csupán a "Bécs királya" titulust használták az Oszmánok a német-római császárra. A szultán megtartotta Egert, Kanizsát és Esztergomot. Rudolf császáré maradt Fülek, Somoskő, Ajnácskő, Divény, Szécsény, Gyarmat, Palánk, Nógrád és Vác.

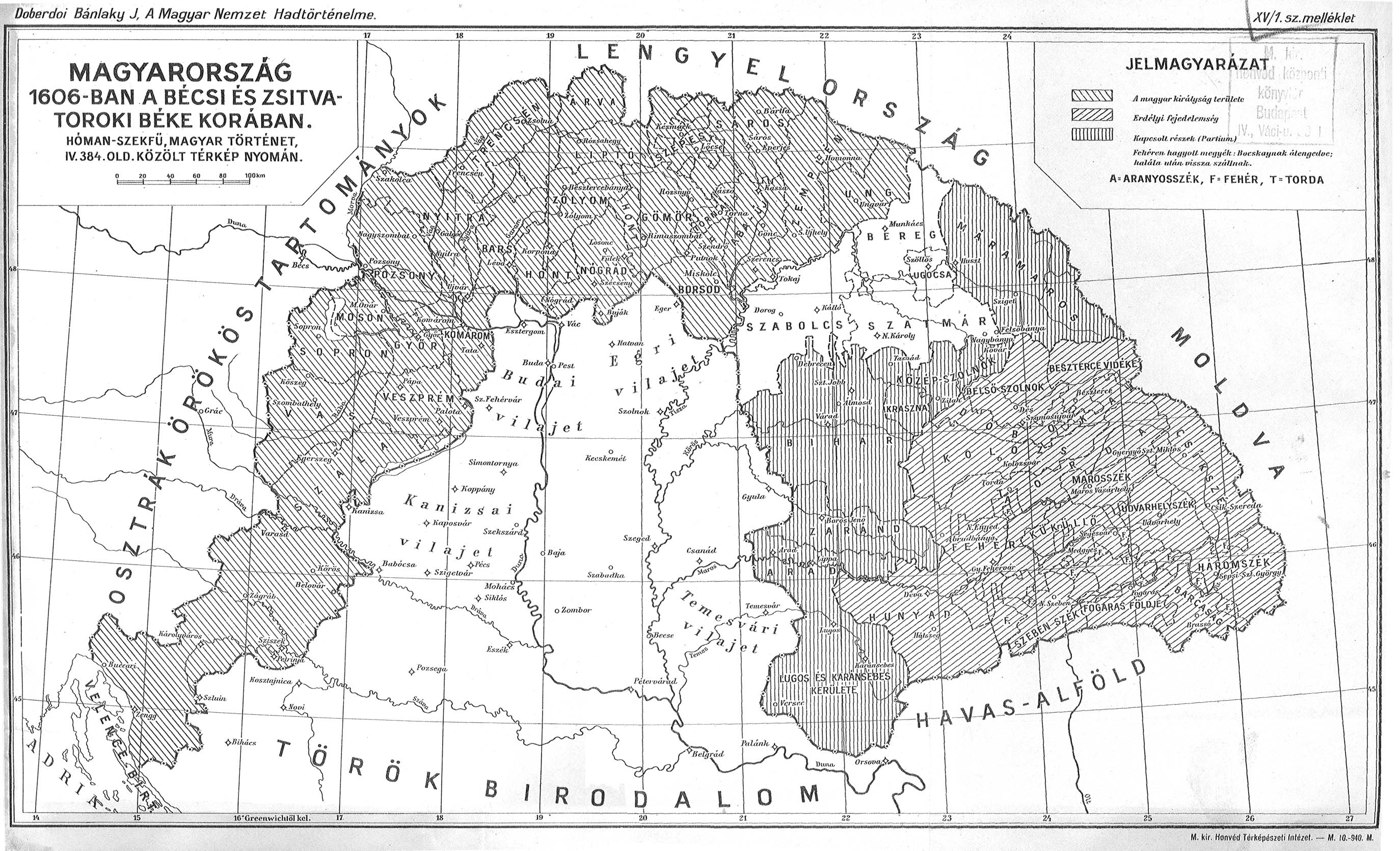
Magyarország 1606-ban